# GNUWin II
 (octobre 2010).
 (septembre 2012).
GNUWin II est une compilation de plus de 60 logiciels libres, sous licence GNU GPL, pour le système d'exploitation Microsoft Windows. Notamment des outils de bureautique, développement, Internet, jeux, bases de données, multimédia et des utilitaires. Il a été créé par le GUL de l'EPFL.  Depuis janvier 2005, les activités sont centrées sur la définition de GNUWin III.

## Historique

### GNUWin1
Le projet GNUWin a débuté à l'été 2001 à l'EPFL, pour distribuer des paquets de LaTeX sous Windows.

## Programmes inclus

### Sécurité
- Eraser
- GNU Privacy Guard
- WinPT
- Nmap

### Environment de bureau
- LiteStep

### Développement
- MinGW
- XEmacs
- Blender
- SiePerl
- PLT-Scheme

### Éducation
- GNU Solfege
- Tux Paint
- TuxType

### Ingénierie
- Dia
- LeoCAD
- gEDA
- Qcad

### Jeux
- Crack Attack!
- Freeciv
- Frozen Bubble
- GNU Chess
- LBreakout2

#### Jeux en 3D
- Celestia
- GLTron
- Tux Racer
- BZFlag
- FlightGear

### Graphisme
- GIMP
- Sodipodi
- Blender
- POV-Ray
- Dia

### Internet et réseaux
- Mozilla Firefox
- Gaim
- Mozilla Application Suite
- PuTTY
- FileZilla

### Multimédia
- VLC media player
- MPlayer
- OpenDivX
- WinLame
- Zinf Audio Player

### Bureautique
- OpenOffice.org
- XEmacs
- AbiWord
- Ghostscript
- LaTeX

### Systèmes d'exploitation
- Cooperative Linux
- DOSBox
- FreeDOS
- Gestor de Arranque Gráfico

### Sciences et Mathématiques
- Maxima
- Octave
- Celestia
- R
- Scilab

### Serveurs et base de données
- Database Design Tool
- Apache HTTP Server
- MySQL
- PHP
- Unison

### Utilitaires
- 7-Zip
- antiword
- gzip
- UnxUtils
- wmfishtime
- GNU GRUB

### Autres
- DRKSpider
- WinPenguins
- cygwin